# قلهرة

شعار بلدية قلهرة

قَلَهُرَّةُ (بالإسبانية: Calahorra)‏ هي بلدية تقع في منطقة لا ريوخا بإسبانيا، بالقرب من الحدود مع منطقة نبرة على الضفة اليمنى لنهر أبرة، وهي تقع محل بلدة رومانية قديمة كانت تسمى Calagurris Fibularia.

## أعلام
- سانتياغو أزكويرو
- ابن عزرا
- كينتيليان
- خوسيه إغناثيو بيريز ساينز

## وصلات خارجية
- الموقع الرسمي